# Nino Maisuradze
Nino Maisuradze, gruz. ნინო მაისურაძე (ur. 13 czerwca 1982 w Tbilisi) – francuska szachistka pochodzenia gruzińskiego, arcymistrzyni od 2009 roku.

## Kariera szachowa
Normy na tytuł arcymistrzyni wypełniła w latach 2007 (w Dobrinju, dz. I m. wspólnie z Aliną Kaszlinską), 2008 (w Malakoffie) oraz 2009 (w Bašce, dz. I m. wspólnie z Tatjaną Szadriną). Do innych jej indywidualnych sukcesów należą m.in. dz. II m. we Vrbniku (2008, za Reginą Pokorną, wspólnie z Veroniką Schneider, Aną Srebrnič i Tatianą Kostiuk) oraz I m. w otwartym turnieju 108e Open International Club 608 w Paryżu (2009). W 2011 r. zdobyła srebrny, natomiast w latach 2013 i 2014 – dwukrotnie złote medale indywidualnych mistrzostw Francji.
Wielokrotnie reprezentowała Francję w turniejach drużynowych, m.in.:
- dwukrotnie na olimpiadach szachowych (w latach 2010, 2012)[2],
- na drużynowych mistrzostwach świata (w roku 2013)[3],
- dwukrotnie na drużynowych mistrzostwach Europy (w latach 2011, 2013)[4],
- na turnieju o Puchar Mitropa (Mitropa Cup) (w roku 2010)[5].

Najwyższy ranking w dotychczasowej karierze osiągnęła 1 września 2014 r., z wynikiem 2349 punktów zajmowała wówczas 5. miejsce wśród francuskich szachistek.

## Życie prywatne
Mężem Nino Maisuradze jest brazylijski arcymistrz Alexandr Fier.